# Kandy (stad)
Kandy (Singalees: Mahanuvara; Tamil: Kaṇṭi) is met 112.000 inwoners (2005) een van de grotere steden op Sri Lanka. Het is de hoofdstad van de Centrale Provincie en het gelijknamige district Kandy.
Het was de laatste hoofdstad van het Singalese koninkrijk Kandy voordat het hele eiland in 1815 onder Britse overheersing viel. Tot het einde van de achttiende eeuw stond de kust van Ceylon (de oude naam voor Sri Lanka) onder bestuur van de Vereenigde Oostindische Compagnie. In 1765 plunderde de VOC Kandy en dwong de Koning tot een verdrag over de volledige kust. Kapitein Tournaye Johannes Joseph (zie zijn naam op kaart 1765) uit Tongeren kocht in 1766 met zijn buit het kasteel Trockaert in Ulbeek (Prinsbisdom Luik). De VOC had een haat-liefdeverhouding met het inlandse koninkrijk. De VOC was namelijk afhankelijk van de koning van Kandy die de VOC het kaneel leverde voor het uitoefenen van hun monopolie daarover. Daarnaast haalde de VOC er betelnoten en olifanten. Voor deze drie producten was met name interesse in de handelsgebieden in Azië zelf.

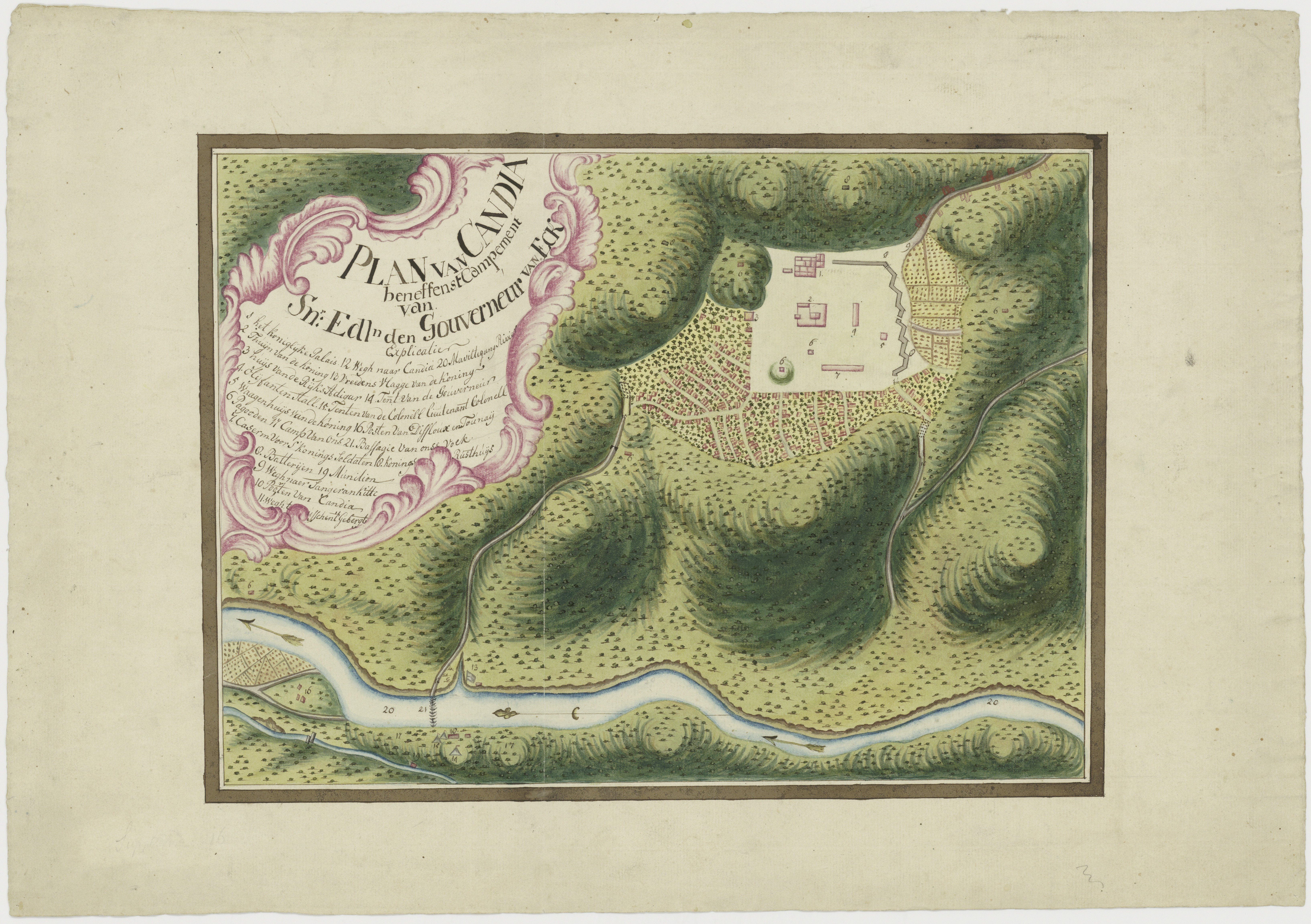
Kaart van Kandy (Candia) omstreeks 1765

Kandy is voornamelijk bekend vanwege de Dalada Maligawa (Tempel van de Tand), waar een hoektand van Boeddha bewaard zou worden. In het bijbehorende museum is het verhaal op diverse schilderijen te zien. De tand zou sinds de 4e eeuw na Christus in Sri Lanka zijn, met een korte onderbreking rond 1283, toen de tand terug naar India zou zijn genomen.
Niet alleen door deze tempel, maar ook door de parade genaamd Kandy Esala Perahera, is Kandy de belangrijkste religieuze stad van Sri Lanka. Hierbij wordt de tand van Boeddha door de stad vervoerd op een olifant, maar sinds een tijd met een neptand om diefstal te voorkomen. Deze parade is in juli of augustus, gedurende een 10 dagen lang feest. De laatste dag van het feest is tijdens volle maan.

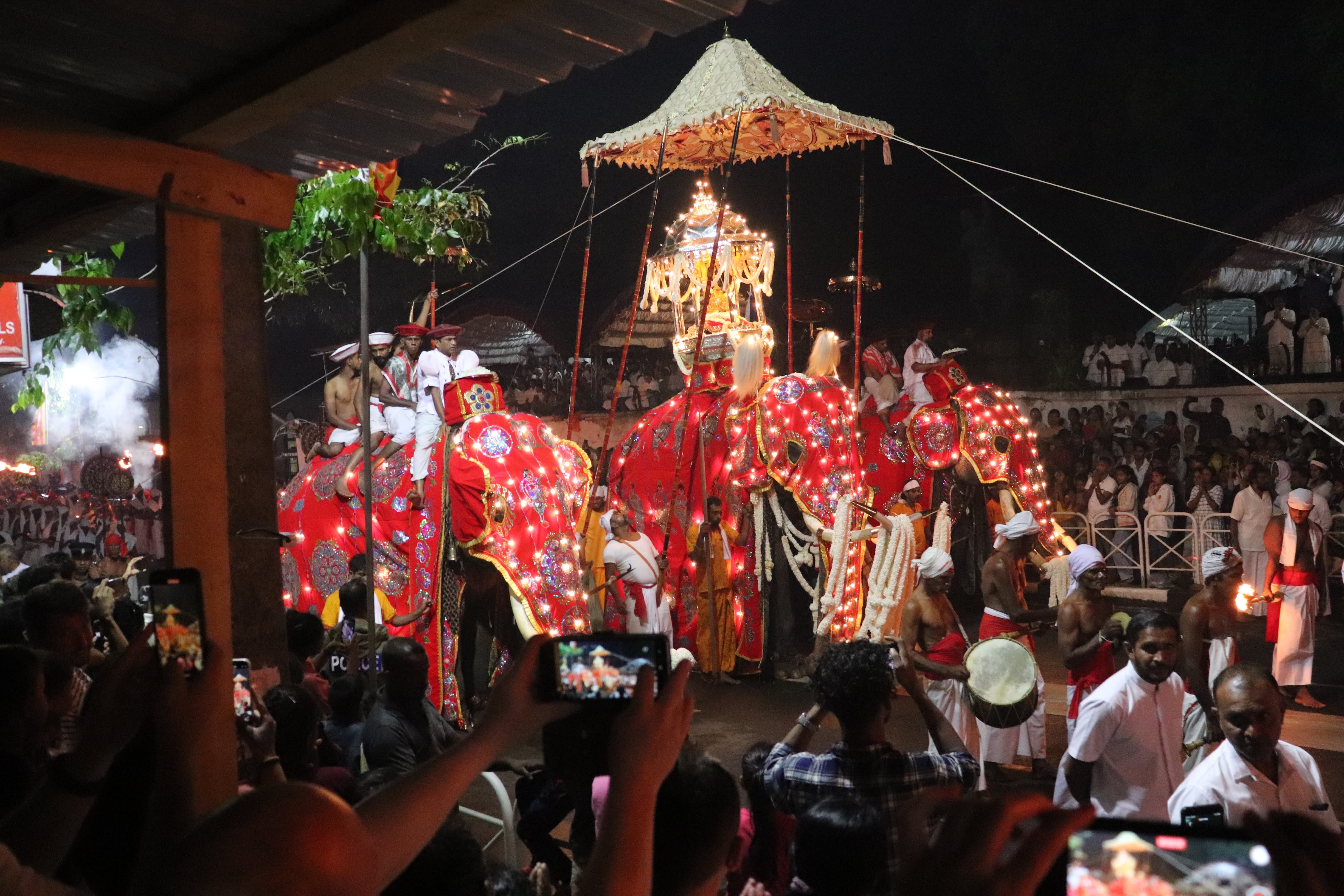
Esala Perahera in 2024
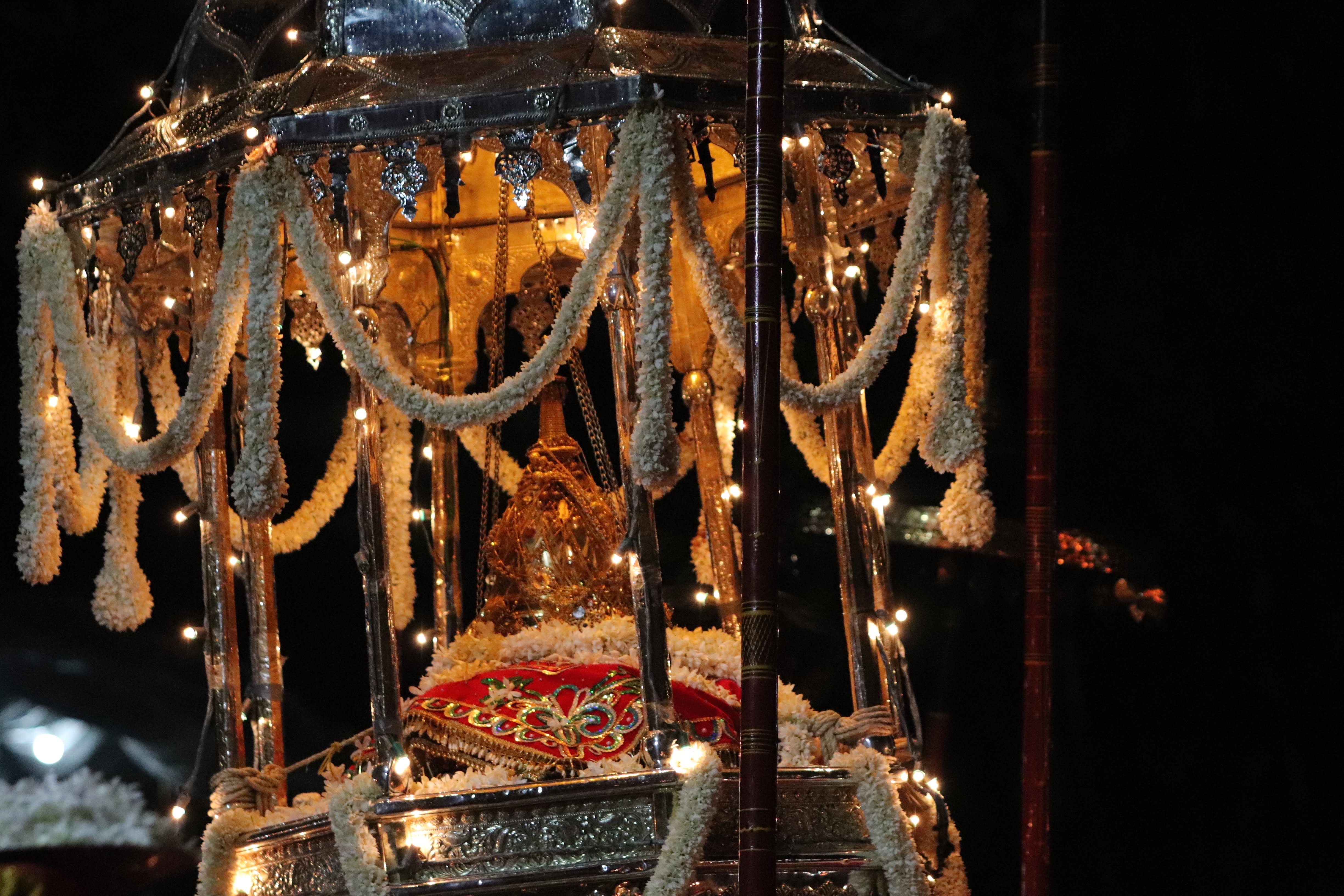
Reliek tand van Boeddha

In 1988 werd Kandy door UNESCO op de Werelderfgoedlijst geplaatst.